# Grigori Karasin
Grigori Borísovich Karasin (en ruso: Григорий Борисович Карасин; nacido el 23 de agosto de 1949 en Moscú) es un diplomático de carrera ruso y exviceministro de Relaciones Exteriores de la Federación Rusa.
En 1971 se graduó en el Instituto de Lenguas Orientales de la Universidad Estatal M. V. Lomonósov de Moscú. Además de ruso, habla inglés, francés y hausa.
En su trayectoria diplomática, que empezó en 1972 ha ocupado diversos cargos en el aparato central del Ministerio de Relaciones Exteriores, así como en el extranjero (Senegal, Australia y Reino Unido). Ejerció dos veces como viceministro de Relaciones Exteriores de la Federación Rusa, una entre 1996 y 2000 y la otra entre junio de 2005 y septiembre de 2019, aunque desde octubre de 2005 compaginó este cargo con el de secretario de Estado. Entre 2000 y 2005 fue embajador de Rusia en el Reino Unido.
El 12 de septiembre de 2019, fue nombrado miembro del Consejo de la Federación en representación del Ejecutivo del óblast de Sajalín por decreto del gobernador Valeri Limarenko.